# Torneo Nacional Futsal de Colombia 2018
El Torneo Nacional de Futsal 2018 es la primera temporada de la Segunda División en el futsal colombiano, disputado del 20 de abril al 22 de septiembre del 2018 con un total de 12 equipos. Los 4 primeros del torneo en la reclasificación general ascienden a Primera División.

## Sistema de juego
Se juega un solo torneo en el año en modalidad de todos contra todos, partidos de ida y vuelta en 22 fechas. Al finalizar el torneo, los 4 primeros equipos clasifican a la Primera División, la cual sería la Liga Colombiana de Fútbol Sala.

## Equipos participantes
| Equipo                      | Departamento    | Ciudad       | Coliseo                          |
| Academia Central            | Cundinamarca    | Cajicá       | Coliseo Fortaleza de Piedra      |
| Atlético Cauca              | Cauca           | Popayán      | Complejo Deportivo Coliseo Mayor |
| Atlético Santander          | Santander       | Bucaramanga  | Coliseo Edmundo Luna Santos      |
| Barranquilleros FC          | Atlántico       | Barranquilla | Coliseo Universidad del Norte    |
| Cóndor FC                   | Bogotá, D. C.   | Bogotá D. C. | Coliseo Palacio de los Deportes  |
| ICSIN Futsal                | Valle del Cauca | Yumbo        | Coliseo Carlos Alberto Bejarano  |
| Inter San Mateo             | Cundinamarca    | Soacha       | Coliseo León XIII                |
| Santa Marta Beach Soccer    | Magdalena       | Santa Marta  | Coliseo del Buen Vivir           |
| Tigres del Quindío          | Quindío         | Armenia      | Coliseo del Sur                  |
| Universidad de Manizales    | Caldas          | Manizales    | Coliseo Ramon Marin Vargas       |
| Universidad Sergio Arboleda | Bogotá, D. C.   | Bogotá D. C. | Coliseo Municipal Indeten, Tenjo |
| Universitarios Futsal Club  | Valle del Cauca | Cali         | Coliseo Mariano Ramos            |

## Posiciones
- Actualizado al 23 de septiembre[2]

| Pos. | Equipos                  | PJ | PG | PE | PP | GF  | GC  | Dif. | Pts. |
| ---- | ------------------------ | -- | -- | -- | -- | --- | --- | ---- | ---- |
| 1.   | Cauca Futsal             | 22 | 15 | 2  | 5  | 77  | 56  | 21   | 47   |
| 2.   | Beach Soccer             | 22 | 14 | 4  | 4  | 103 | 53  | 50   | 46   |
| 3.   | El Condor FC             | 22 | 14 | 3  | 5  | 112 | 69  | 43   | 45   |
| 4.   | Universidad de Manizales | 22 | 14 | 3  | 5  | 108 | 82  | 26   | 45   |
| 5.   | ICSIN                    | 22 | 14 | 2  | 6  | 108 | 67  | 41   | 44   |
| 6.   | U. Sergio Arboleda       | 22 | 10 | 5  | 7  | 100 | 70  | 30   | 35   |
| 7.   | Barranquilleros FC       | 22 | 11 | 1  | 10 | 96  | 82  | 14   | 34   |
| 8.   | Deportivo Inter          | 22 | 8  | 1  | 13 | 60  | 70  | -10  | 25   |
| 9.   | Universitarios Futsal    | 22 | 6  | 2  | 14 | 66  | 97  | -31  | 20   |
| 10.  | Tigres del Quindío       | 22 | 5  | 3  | 14 | 59  | 87  | -28  | 18   |
| 11.  | Academia Central         | 22 | 5  | 2  | 15 | 61  | 139 | -78  | 17   |
| 12.  | Atlético Santander       | 22 | 1  | 2  | 18 | 44  | 122 | -78  | 5    |

|  |                               |
|  | Ascienden a Primera División. |
|  | Eliminados.                   |

## Resultados
Se disputan 22 fechas
| Deportivo Inter    | 2 : 2  | Atl. Santander     | León XIII, Soacha               | 20 de abril | 18:00 |
| Cauca Futsal       | 4 : 3  | U. de Manizales    | Mayor de Popayán                | 21 de abril | 15:00 |
| El Condor          | 7 : 2  | Tigres             | Palacio de los Deportes, Bogotá | 21 de abril | 18:00 |
| U. Sergio Arboleda | 10 : 3 | Universitarios     | Municipal de Tenjo              | 21 de abril | 18:00 |
| ICSIN              | 6 : 2  | Academia Central   | Carlos Alberto Bejarano, Yumbo  | 21 de abril | 18:30 |
| Beach Soccer       | 5 : 7  | Barranquilleros FC | Buen Vivir, Santa Marta         | 21 de abril | 19:00 |

| Barranquilleros FC | 3 : 4 | El Cóndor          | Universidad del Norte, Barranquilla | 28 de abril | 15:00 |
| Academia Central   | 6 : 5 | Deportivo Inter    | Fortaleza de Piedra, Cajicá         | 28 de abril | 18:00 |
| U. de Manizales    | 2 : 2 | U. Sergio Arboleda | Ramon Marin Vargas, Manizales       | 28 de abril | 19:00 |
| Tigres del Quindío | 3 : 3 | ICSIN              | Coliseo del Sur, Armenia            | 28 de abril | 19:30 |
| Universitarios     | 0 : 4 | Beach Soccer       | Mariano Ramos, Cali                 | 28 de abril | 20:00 |
| Atlético Santander | 4 : 8 | Cauca Futsal       | Vicente Díaz, Bucaramanga           | 29 de abril | 12:00 |

| Deportivo Inter    | 1 : 0 | Tigres del Quindío | León XIII, Soacha               | 4 de mayo | 14:00 |
| El Condor FC       | 3 : 3 | Beach Soccer       | Palacio de los Deportes, Bogotá | 4 de mayo | 17:30 |
| U. Sergio Arboleda | 9 : 4 | Atlético Santander | Polideportivo Indeten, Tenjo    | 5 de mayo | 18:00 |
| ICSIN              | 5 : 4 | Barranquilleros FC | Carlos Alberto Berjarano, Yumbo | 5 de mayo | 18:30 |
| U. de Manizales    | 6 : 5 | Universitarios     | Ramón Marín Vargas, Manizales   | 5 de mayo | 19:00 |
| Cauca Futsal       | 5 : 2 | Academia Central   | Mayor de Popayán                | 6 de mayo | 15:00 |

| Barranquilleros FC | 3 : 1 | Deportivo Inter    | Universidad del Norte, Barranquilla | 12 de mayo  | 15:00 |
| Academia Central   | 3 : 3 | U. Sergio Arboleda | Fortaleza de Piedra, Cajicá         | 12 de mayo  | 18:00 |
| Tigres de Quindío  | 2 : 3 | Cauca Futsal       | Coliseo del Sur, Armenia            | 12 de mayo  | 19:30 |
| Atlético Santander | 2 : 4 | U. de Manizales    | Vicente Díaz, Bucaramanga           | 13 de mayo  | 14:00 |
| Universitarios FC  | 5 : 3 | El Condor FC       | Mariano Ramos, Cali                 | 19 de mayo  | 14:30 |
| Beach Soccer       | 0 : 3 | ICSIN              | Buen Vivir, Santa Marta             | 22 de julio | 11:00 |

| Cauca Futsal       | 4 : 2  | Barranquilleros FC | Mayor de Popayán               | 4 de mayo  | 19:00 |
| Deportivo Inter    | 2 : 4  | Beach Soccer       | León XIII, Soacha              | 18 de mayo | 14:00 |
| U. Sergio Arboleda | 5 : 4  | Tigres del Quindío | Polideportivo Indeten, Tenjo   | 19 de mayo | 18:00 |
| U. de Manizales    | 11 : 6 | Academia Central   | Ramón Marín Vargas, Manizales  | 19 de mayo | 19:00 |
| ICSIN              | 1 : 6  | El Cóndor FC       | Carlos Alberto Bejarano, Yumbo | 20 de mayo | 15:00 |
| Universitarios FC  | 6 : 1  | Atlético Santander | Mariano Ramos, Cali            | 2 de julio | 10:00 |

| Academia Central   | 5 : 7 | Atlético Santander | Fortaleza de Piedra, Cajicá         | 25 de mayo | 18:00 |
| Beach Soccer       | 2 : 1 | Atlético Cauca     | Buen Vivir, Santa Marta             | 25 de mayo | 19:00 |
| Barranquilleros FC | 3 : 3 | U. Sergio Arboleda | Universidad del Norte, Barranquilla | 26 de mayo | 15:00 |
| Tigres del Quindío | 0 : 3 | U. de Manizales    | Sur de Calarcá                      | 26 de mayo | 19:30 |
| Universitarios FC  | 1 : 3 | ICSIN              | Mariano Ramos, Cali                 | 26 de mayo | 20:00 |
| El Cóndor FC       | 4 : 1 | Deportivo Inter    | Palacio de los Deportes, Bogotá     | 29 de mayo | 17:00 |

| Deportivo Inter    | 4 : 3 | ICSIN              | León XIII, Soacha                  | 1 de junio      | 14:00 |
| Atlético Cauca     | 3 : 5 | El Condor FC       | Mayor de Popayán                   | 2 de junio      | 15:00 |
| Academia Central   | 6 : 3 | Universitarios FC  | Fortaleza de Piedra, Cajicá        | 2 de junio      | 18:00 |
| U. Sergio Arboleda | 4 : 5 | Beach Soccer       | Municipal de Tenjo                 | 2 de junio      | 18:00 |
| Atlético Santander | 1 : 2 | Tigres del Quindío | Vicente Díaz Calderón, Bucaramanga | 3 de junio      | 14:00 |
| U. de Manizales    | 5 : 3 | Barranquilleros FC | Ramón Marín Vargas, Manizales      | 9 de septiembre | 11:00 |

| Barranquilleros FC | 5 : 3 | Atlético Santander | Universidad del Norte, Barranquilla | 9 de junio  | 15:00 |
| El Condor FC       | 4 : 4 | U. Sergio Arboleda | Palacio de los Depores, Bogotá      | 9 de junio  | 18:00 |
| Tigres del Quindío | 3 : 5 | Academia Central   | Sur de Armenia                      | 9 de junio  | 19:30 |
| Beach Soccer       | 2 : 2 | U. de Manizales    | Buen Vivir, Santa Marta             | 10 de junio | 11:30 |
| Universitarios FC  | 4 : 3 | Deportivo Inter    | Mariano Ramos, Cali                 | 10 de junio | 13:00 |
| ICSIN              | 5 : 7 | Atletico Cauca     | Carlos Alberto Bejarano, Yumbo      | 11 de junio | 16:00 |

| Academia Central   | 5 : 4 | Barranquilleros FC | Fortaleza de Piedra, Cajicá        | 15 de junio | 18:00 |
| U. Sergio Arboleda | 5 : 2 | ICSIN              | Municipal Indeten, Tenjo           | 15 de junio | 18:00 |
| Tigres de Quindío  | 5 : 1 | Universitarios FC  | Sur de Calarcá                     | 15 de junio | 20:00 |
| Atl. Santander     | 2 : 9 | Beach Soccer       | Vicente Díaz Calderón, Bucaramanga | 16 de junio | 18:00 |
| Cauca Futsal       | 2 : 1 | Deportivo Inter    | Mayor de Popayán                   | 16 de junio | 19:00 |
| U. de Manizales    | 8 : 6 | El Condor FC       | Mayor de Manizales                 | 16 de junio | 19:00 |

| Deportivo Inter    | 3 : 4  | U. Sergio Arboleda | León XIII, Soacha                   | 22 de junio | 14:00 |
| Barranquilleros FC | 10 : 3 | Tigres del Quindío | Universidad del Norte, Barranquilla | 23 de junio | 15:00 |
| El Condor FC       | 10 : 0 | Atl. Santander     | Palacio de los Deportes, Bogotá     | 23 de junio | 18:00 |
| ICSIN              | 4 : 1  | U. de Manizales    | Carlos Alberto Bejarano, Yumbo      | 23 de junio | 18:30 |
| Cauca Futsal       | 5 : 1  | Universitarios FC  | Mayor de Popayán                    | 23 de junio | 19:00 |
| Beach Soccer       | 13 : 0 | Academia Central   | Buen Vivir, Santa Marta             | 23 de junio | 19:30 |

| U. de Manizales    | 9 : 6 | Deportivo Inter    | Ramon Marin Vargas, Manizales  | 29 de junio | 19:00 |
| Tigres del Quindío | 3 : 3 | Beach Soccer       | Sur de Armenia                 | 29 de junio | 20:00 |
| U. Sergio Arboleda | 2 : 5 | Cauca Futsal       | Indeten, Tenjo                 | 30 de junio | 18:00 |
| Academia Central   | 2 : 5 | El Condor FC       | Fortaleza de Piedra, Cajicá    | 30 de junio | 18:00 |
| ICSIN              | 4 : 0 | Atl. Santander     | Carlos Alberto Bejarano, Yumbo | 30 de junio | 18:30 |
| Universitarios FC  | 2 : 4 | Barranquilleros FC | Mariano Ramos, Cali            | 1 de julio  | 11:00 |

| U. de Manizales    | 6 : 2 | Atlético Cauca     | Ramon Marin Vargas, Manizales       | 6 de julio | 19:00 |
| Barranquilleros FC | 4 : 5 | Beach Soccer       | Universidad del Norte, Barranquilla | 7 de julio | 15:00 |
| Academia Central   | 1 : 9 | ICSIN              | Piedra de Cajicá                    | 7 de julio | 18:00 |
| Tigres del Quindío | 2 : 5 | El Condor          | Sur de Armenia                      | 7 de julio | 19:30 |
| Universitarios FC  | 6 : 3 | U. Sergio Arboleda | Mariano Ramos, Cali                 | 7 de julio | 20:00 |
| Atl. Santander     | 0 : 5 | Deportivo Inter    | Vicente Díaz, Bucaramanga           | 8 de julio | 14:00 |

| Deportivo Inter    | 4 : 0 | Academia Central   | Leon XIII, Soacha               | 13 de julio      | 14:00 |
| U. Sergio Arboleda | 5 : 5 | U. de Manizales    | Indeten, Tenjo                  | 13 de julio      | 18:00 |
| El Condor FC       | 8 : 3 | Barranquilleros FC | Palacio de los Deportes, Bogotá | 14 de julio      | 18:00 |
| ICSIN              | 5 : 0 | Tigres del Quindío | Carlos Alberto Bejarano, Yumbo  | 14 de julio      | 18:30 |
| Cauca Futsal       | 3 : 0 | Atl. Santander     | Mayor de Popayán                | 14 de julio      | 19:00 |
| Beach Soccer       | 8 : 1 | Universitarios FC  | Buen Vivir, Santa Marta         | 22 de septiembre | 15:00 |

| Tigres del Quindío | 3 : 4 | Deportivo Inter    | Sur de Calarcá                      | 20 de julio | 20:00 |
| Beach Soccer       | 4 : 3 | El Condor          | Buen Vivir, Santa Marta             | 21 de julio | 19:00 |
| Academia Central   | 3 : 5 | Cauca Futsal       | Fortaleza de Piedra, Cajicá         | 21 de julio | 18:00 |
| Universitarios FC  | 3 : 5 | U. de Manizales    | Mariano Ramos, Cali                 | 22 de julio | 13:00 |
| Atl. Santander     | 1 : 3 | U. Sergio Arboleda | Vicente Díaz, Bucaramanga           | 22 de julio | 14:00 |
| Barranquilleros FC | 9 : 6 | ICSIN              | Universidad del Norte, Barranquilla | 23 de julio | 16:00 |

| ICSIN              | 1 : 5  | Beach Soccer       | Carlos Alberto Bejarano, Yumbo  | 1 de mayo   | 16:00 |
| Deportivo Inter    | 3 : 0  | Barranquilleros FC | León XIII, Soacha               | 27 de julio | 14:00 |
| U. Sergio Arboleda | 10 : 0 | Academia Central   | Indeten, Tenjo                  | 28 de julio | 18:00 |
| U. de Manizales    | 9 : 2  | Atlético Santander | Ramón Marin Vargas, Manizales   | 28 de julio | 19:00 |
| Atlético Cauca     | 4 : 2  | Tigres del Quindío | Mayor de Popayán                | 28 de julio | 19:00 |
| El Condor FC       | 2 : 2  | Universitarios FC  | Palacio de los Deportes, Bogotá | 28 de julio | 20:00 |

| Tigres del Quindío | 2 : 1 | U. Sergio Arboleda | Sur de Calarcá                      | 3 de agosto  | 20:00 |
| Barranquilleros FC | 5 : 1 | Atlético Cauca     | Universidad del Norte, Barranquilla | 4 de agosto  | 15:00 |
| Academia Central   | 2 : 7 | U. de Manizales    | Fortaleza de Piedra, Cajicá         | 4 de agosto  | 18:00 |
| Beach Soccer       | 3 : 4 | Deportivo Inter    | Buen Vivir, Santa Marta             | 4 de agosto  | 19:30 |
| El Condor          | 3 : 9 | ICSIN              | Cayetano Cañizares, Bogotá          | 6 de agosto  | 20:00 |
| Atlético Santander | 2 : 2 | Universitarios FC  | Vicente Díaz, Bucaramanga           | 12 de agosto | 14:00 |

| Deportivo Inter    | 4 : 8 | El Cóndor FC       | León XIII, Soacha              | 10 de agosto     | 14:00 |
| Atlético Santander | 3 : 4 | Academia Central   | Vicente Díaz, Bucaramanga      | 10 de agosto     | 21:00 |
| U. Sergio Arboleda | 8 : 1 | Barranquilleros FC | Polideportivo Ideten, Tenjo    | 11 de agosto     | 18:00 |
| U. de Manizales    | 5 : 3 | Tigres del Quindío | Ramón Marín, Manizales         | 11 de agosto     | 19:00 |
| Cauca Futsal       | 3 : 3 | Beach Soccer       | Mayor de Popayán               | 11 de agosto     | 19:00 |
| ICSIN              | 7 : 0 | Universitarios FC  | Carlos Alberto Bejarano, Yumbo | 15 de septiembre | 18:30 |

| Barranquilleros FC | 4 : 1 | U. de Manizales    | Uninorte, Barranquilla    | 11 de junio  | 11:00 |
| ICSIN              | 5 : 1 | Deportivo Inter    | Carlos A. Bejarano, Yumbo | 17 de agosto | 19:00 |
| Tigres del Quindío | 7 : 2 | Atlético Santander | Sur de Calarcá            | 17 de agosto | 20:00 |
| El Cóndor FC       | 1 : 0 | Cauca Futsal       | Cayetano Cañizares        | 18 de agosto | 20:30 |
| Beach Soccer       | 2 : 1 | U. Sergio Arboleda | Buen Vivir, Santa Marta   | 19 de agosto | 11:00 |
| Universitarios FC  | 9 : 3 | Academia Central   | Mariano Ramos, Cali       | 19 de agosto | 13:00 |

| Deportivo Inter    | 4 : 1 | Universitarios FC  | León XIII, Soacha           | 24 de agosto     | 15:00 |
| Academia Central   | 3 : 3 | Tigres del Quindío | Fortaleza De Piedra, Cajicá | 24 de agosto     | 20:00 |
| U. de Manizales    | 6 : 5 | Beach Soccer       | Mayor de Manizales          | 25 de agosto     | 19:00 |
| Cauca Futsal       | 3 : 3 | ICSIN              | Mayor de Popayán            | 25 de agosto     | 19:00 |
| Atl. Santander     | 1 : 3 | Barranquilleros FC | Vicente Díaz, Bucaramanga   | 25 de agosto     | 20:00 |
| U. Sergio Arboleda | 7 : 2 | El Condor FC       | Indeten, Tenjo              | 15 de septiembre | 18:00 |

| Deportivo Inter    | 0 : 1  | Cauca Futsal       | León XIII, Soacha          | 31 de agosto     | 14:00 |
| Beach Soccer       | 8 : 0  | Atlético Santander | Buen Vivir, Santa Marta    | 31 de agosto     | 20:00 |
| ICSIN              | 8 : 3  | U. Sergio Arboleda | Carlos A. Bejarano, Yumbo  | 1 de septiembre  | 18:30 |
| Barranquilleros FC | 8 : 1  | Academia Central   | Baby Rojas, Barranquilla   | 2 de septiembre  | 11:00 |
| Universitarios FC  | 7 : 3  | Tigres del Quindío | Mariano Ramos, Cali        | 2 de septiembre  | 13:00 |
| El Condor          | 10 : 4 | U. de Manizales    | Cayetano Cañizares, Bogotá | 19 de septiembre | 20:00 |

| U. de Manizales    | 4 : 5 | ICSIN              | Mayor de Manizales        | 7 de septiembre | 19:00 |
| Tigres del Quindío | 6 : 5 | Barranquilleros FC | Sur de Armenia            | 7 de septiembre | 20:00 |
| Atlético Santander | 2 : 3 | El Cóndor          | Vicente Díaz, Bucaramanga | 8 de septiembre | 14:30 |
| Academia Central   | 2 : 6 | Beach Soccer       | Coliseo de Piedra, Cajicá | 8 de septiembre | 18:00 |
| U. Sergio Arboleda | 6 : 1 | Deportivo Inter    | Indeten, Tunja            | 8 de septiembre | 18:00 |
| Universitarios FC  | 2 : 4 | Cauca Futsal       | Mariano Ramos, Cali       | 9 de septiembre | 13:00 |

| Beach Soccer       | 4 : 1  | Tigres del Quindío | Mayor de Santa Marta                | 15 de septiembre | 19:00 |
| Deportivo Inter    | 1 : 2  | U. de Manizales    | León XIII, Soacha                   | 21 de septiembre | 20:00 |
| El Condor          | 10 : 0 | Academia Central   | Cayetano Cañizares, Bogotá          | 22 de septiembre | 15:00 |
| Atlético Santander | 5 : 11 | ICSIN              | Carlos Alberto Bejarano, Yumbo      | 22 de septiembre | 18:30 |
| Cauca Futsal       | 4 : 2  | U. Sergio Arboleda | Mayor de Popayán                    | 22 de septiembre | 19:00 |
| Barranquilleros FC | 6 : 2  | Universitarios FC  | Universidad del Norte, Barranquilla | 23 de septiembre | 15:00 |